# Łodwigowo
Łodwigowo (deutsch Ludwigsdorf) ist ein polnisches Dorf der Gmina Grunwald (Landgemeinde Grünfelde) in Masuren, das im Powiat Ostródzki (Kreis Osterode in Ostpreußen) der Woiwodschaft Ermland-Masuren liegt.

## Geographische Lage
Łodwigowo liegt im südlichen Westen der Woiwodschaft Ermland-Masuren, 28 Kilometer südöstlich der Kreisstadt Ostróda (deutsch Osterode in Ostpreußen).

## Geschichte
Ludwigsdorf wurde nach 1321 gegründet und bestand aus Dorf und Gut.
Bekannt wurde der Ort zusammen mit seinem Nachbarorten Stębark (Tannenberg) sowie Grunwald (Grünfelde) durch die Schlacht bei Tannenberg im Jahre 1410.
1874 wurden der Gutsbezirk Ludwigsdorf und die Landgemeinde Ludwigsdorf in den neu errichteten Amtsbezirk Tannenberg (polnisch Stębark) im Kreis Osterode in Ostpreußen eingegliedert. Am 14. Oktober 1908 erfolgte die Eingemeindung des Gutsbezirks in die Landgemeinde Ludwigsdorf. 1910 zählte die „neue“ Landgemeinde 374 Einwohner.
Aufgrund der Bestimmungen des Versailler Vertrags stimmte die Bevölkerung im Abstimmungsgebiet Allenstein, zu dem Ludwigsdorf gehörte, am 11. Juli 1920 über die weitere staatliche Zugehörigkeit zu Ostpreußen (und damit zu Deutschland) oder den Anschluss an Polen ab. In Ludwigsdorf stimmten 140 Einwohner für den Verbleib bei Ostpreußen, auf Polen entfielen keine Stimmen.
Im Jahre 1933 belief sich die Zahl der Einwohner Ludwigsdorfs auf 369, 1939 waren es 339.
Mit dem gesamten südlichen Ostpreußen wurde Ludwigsdorf 1945 in Kriegsfolge an Polen überstellt. Das Dorf erhielt die polnische Namensform „Łodwigowo“ und ist heute eine Ortschaft im Verbund der Gmina Grunwald (Landgemeinde Grünfelde) mit Sitz in Gierzwałd (Geierswalde) im Powiat Ostródzki (Kreis Osterode in Ostpreußen), bis 1998 der Woiwodschaft Olsztyn, seither der Woiwodschaft Ermland-Masuren mit Sitz in Olsztyn (Allenstein) zugeordnet. Im Jahre 2011 zählte Łodwigowo 206 Einwohner.

## Kirche
Bis 1945 war Ludwigsdorf in die evangelische Kirche Tannenberg (polnisch Stębark) in der Kirchenprovinz Ostpreußen der Kirche der Altpreußischen Union, außerdem in die römisch-katholische Kirche Thurau (polnisch Turowo) im Bistum Ermland eingepfarrt. Heute gehört Łodwigowo evangelischerseits zur Kirche Olsztynek (Hohenstein) in der Pfarrei Olsztyn (Allenstein) innerhalb der Diözese Masuren der Evangelisch-Augsburgischen Kirche in Polen, katholischerseits zur Pfarrkirche Stębark (Tannenberg) im jetzigen Erzbistum Ermland.

## Verkehr
Łodwigowo liegt an einer Nebenstraße, die von Stębark (Tannenberg) an der Woiwodschaftsstraße 537 über Łogdowo (Logdau) bis nach Gardyny ((Groß) Gardienen) führt. Eine Nebenstraße, die von Frygnowo (Frögenau) an der Woiwodschaftsstraße 542 kommt und über Grunwald (Grünfelde) führt, endet in Łodwigowo.
Eine Anbindung an den Bahnverkehr besteht nicht.

## Persönlichkeiten im Ort geboren
- Karl von der Groeben (1826–1898), preußischer Generalmajor
- Hermann von der Groeben (1828–1902), preußischer Generalmajor